# Натал (агломерация)

Натал на карте.

Натал (порт. Região Metropolitana de Natal)  —  крупная городская агломерация в Бразилии. Центр — город Натал в штате Риу-Гранди-ду-Норти. 
Численность населения составляет 1 234 819 человек на 2007 год и 1 485 505 человек на 2014 год (в том числе в границах 2010 года — 1 462 045 человек). Занимает площадь 2938,9 км². Плотность населения — 508,9 чел./км².

## Состав агломерации
В агломерацию входят 11 муниципалитетов, в том числе город Натал, Парнамирин и др.

## Статистика
- Валовой внутренний продукт на 2005 составляет 9.934.527.787 реалов (данные: Бразильский институт географии и статистики).
- Валовой внутренний продукт на душу населения на 2005 составляет 8.006,98 реалов (данные: Бразильский институт географии и статистики).
- Индекс развития человеческого потенциала на 2000 составляет 0,762 (данные: Программа развития ООН).